# Kampunganyar
Kampunganyar is een bestuurslaag in het regentschap Banyuwangi van de provincie Oost-Java, Indonesië. Kampunganyar telt 4148 inwoners (volkstelling 2010).